# Pastalito
Pastalito es una localidad chilena ubicada en la provincia de Huasco, región de Atacama. De acuerdo a su población es una entidad que tiene el rango de  caserío. Se ubica en la cuenca superior del valle de El Carmen.

## Historia
Esta localidad ubicada en el Valle del Carmen y próximo a la localidad de Las Breas, su origen se remonta a las actividades de ganadería caprina. 
La localidad de Pastalito ubicada en el antiguo Camino del Rey, hoy llamado la Ruta de los Españoles que la conectaba con Argentina a través de la cordillera.
En Pastalito, Marcial Villalobos y la Sra. Erutosa Viga organizaron con un grupo de bailes chinos para celebrar la Fiesta de la Cruz de Mayo. Esta Fiesta duró pocos años hasta 1945.

## Turismo
Es un lugar adecuado para la práctica de trekking y la observación de flora y fauna. En sus proximidades se ubica Las Breas.
La localidad de Pastalito es conocida por sus artesanías de telar.

## Accesibilidad y transporte
La localidad de Pastalito se encuentra ubicada a 21,2 kilómetros de San Félix y a 12,6 km de El Corral.
Existe transporte público diario a través de buses de rurales desde el terminar rural del Centro de Servicios de la Comuna de Alto del Carmen, ubicado en calle Marañón 1289, Vallenar.
Si viaja en vehículo propio, no olvide cargar suficiente combustible en Vallenar antes de partir. No existen puntos de venta de combustible en la comuna de Alto del Carmen.
A pesar de la distancia, es necesario considerar un tiempo mayor de viaje, debido a que la velocidad de viaje esta limitada por el diseño del camino. Se sugiere hacer una parada de descanso en el poblado de Alto del Carmen para hacer más grato su viaje.
El camino es transitable durante todo el año, sin embargo es necesario tomar precauciones en caso de eventuales lluvias en invierno.

## Alojamiento y alimentación
En la comuna de Alto del Carmen existen pocos servicios de alojamiento formales, es posible encontrar en el poblado de Alto del Carmen,  San Félix y  El Churcal, se recomienda hacer una reserva con anticipación.
En las proximidades a Pastalito no hay servicios de Camping, sin embargo se puede encontrar algunos puntos rurales con facilidades para los campistas en las proximidades.
Los servicios de alimentación son escasos, existiendo en Alto del Carmen,  Retamo ,  San Félix y El Churcal algunos restaurantes.
En muchos poblados hay pequeños almacenes que pueden facilitar la adquisición de productos básicos durante su visita.

## Salud, conectividad y seguridad
La localidad de Pastalito cuenta con servicios de agua potable rural, electricidad y alumbrado público.
Próximo a Pastalito, en la localidad de Las Breas existe una Posta Rural dependiente del Municipio de Alto del Carmen que atiende la parte superior del valle.
En Pastalito no hay servicios de teléfono. En Las Breas, hay servicio de teléfono público rural.
El Municipio de Alto del Carmen cuenta con una red de radio VHF en toda la comuna en caso de emergencias.
En el poblado no hay servicio de cajeros automáticos, por lo que se sugiere tomar precauciones antes del viaje. Sin embargo, en Alto del Carmen,  Retamo y  San Félix existen algunos almacenes con servicio de Caja Vecina.